# 内野艶和
内野 艶和（うちの つやか、2002年1月13日 - ）は、福岡県福岡市出身の女子競輪選手、自転車競技選手。競輪選手としては日本競輪選手会福岡支部所属、ホームバンクは久留米競輪場。日本競輪選手養成所第120期生。師匠は藤田剣次（85期）。トラックレース選手としてはチーム楽天Kドリームス所属、ロードレース選手としてはNEXETIS所属。

## 経歴
小学、中学時代はバスケットボールに打ち込み、祐誠高校入学後に自転車競技を始めた。全国高校選抜大会ではスクラッチと個人ロードレースで2連覇、インデヴィジュアルパーシュートでも優勝、インターハイ女子2000メートル個人追い抜き優勝など実績を残した。
2020年1月16日、日本競輪選手養成所第120回技能試験に合格。養成所での競走成績は3位（29勝）、卒業記念レースは決勝2着。
2021年5月1日、静岡競輪場での新人戦「競輪ルーキーシリーズ2021」第7レースでデビューし、3着。初勝利は翌5月2日に挙げ、5月3日の決勝で初優勝を果たした。11月17日、武雄FII（モーニング）で3回目の優勝。7月の本格デビュー以降では初優勝となったとともに、120期生の中では本格デビュー以降で最初に優勝を果たした。
競輪と並行して自転車競技にも注力しており、養成所同期の吉川美穂とともに日本自転車競技連盟からトラックレース中距離強化指定選手「B」指定選手として指定されている（のち「A」指定に昇格）ほか、ナショナルチームの一員として「チーム楽天Kドリームス」にも所属している。
2024年パリオリンピックの自転車競技では、女子チームパシュート予選に梶原悠未、池田瑞紀、垣田真穂とともに出場し、日本記録を更新する4分13秒818のタイムでフィニッシュしたが、全体10位で予選敗退となった。また、女子マディソンに垣田真穂と組んで出場し15チーム中12位だった。
2025年2月15日、ロードレース選手としてスイスのグレンヘンに拠点を置くUCIコンチネンタルチーム、NEXETISへの加入が発表された。
2025年2月22日（現地時間）、マレーシア・ニライで行われたアジア自転車競技選手権大会（英語版）にてエリミネーションに出場、金メダルを獲得した。